# ヒルザキツキミソウ
ヒルザキツキミソウ（昼咲月見草、学名: Oenothera speciosa）は、アカバナ科マツヨイグサ属の多年生植物。北米原産で、日本では帰化植物の一つ。ツキミソウに似るが、昼間に花が咲くのが特徴。

## 特徴
多年草。横に伸びる根茎がある。草丈は30 - 60センチメートル (cm) くらいで、全体に白い短毛を密生する。葉は披針形で互生する。葉縁には波形の浅い鋸歯があり、下方のものはやや羽状になって裂ける。
花期は夏（5-7月頃）。花序はつぼみのときは下向きにうなだれ、花は日中でも開く。無柄で子房下位。花径4 - 5 cmくらいの大きさの、白色または薄いピンク色で基部が黄色く染まった花を付ける。花がしぼむと淡紅色を帯びる。花弁の数は4枚で、長さ3 cm。8本の雄蕊と、先端が十字型をした雌蕊がある。萼片は淡緑色で、外面に短毛を密生し、開花と共に反り返る。果実は先が太くなって棍棒状となり、8稜あって断面は菱形である。日本では種子は熟さない。
北米原産の帰化植物であり、日本へは観賞用として輸入・栽培されていたものが野生化している。名称の由来は、宵に咲くツキミソウ（Oenothera tetraptera）と違って、昼間にも開花していることによる。類似するツキミソウのほうは、茎の葉がもっと深く切れ込み、茎や果実の毛がもっと粗く、二年草で根茎がない。